# Вулиця Пшенична (Львів)
Ву́лиця Пшенична — вулиця у Залізничному районі міста Львова, в місцевості Сигнівка. Сполучає вулиці Городоцьку та Кавказьку.

## Історія
Вулиця виникла у складі підміського селища Сигнівка. Після входження селища до меж міста 11 квітня 1930 року, вулиці колишнього села були перейменовані або ж новоутвореним вулицям надавалися певні назви. Так, у 1934 році вулиця отримала назву Пшенічна. Так звані «хлібні» назви дали цій та декільком сусіднім вулицям, через те, що неподалік розташовувалася найбільша у Львові хлібопекарня «Меркурій» (нинішній «Львівський хлібзавод № 1» ПрАТ «Концерн Хлібпром» на вул. Городоцькій, 168). Під час німецької окупації міста, а саме у 1943 році перейменована на Вайцелґассе. За радянських часів, у липні 1944 році вулиця отримала український аналог довоєнної назви вулиці — Пшенична, тобто сучасну назву.

## Забудова
Забудова вулиці Пшеничної — одноповерхова садибна, двоповерхова барачна 1950-х років, нові індивідуальні забудови.